# Grande-Rivière (Jura)
Grande-Rivière és un municipi francès situat al departament del Jura i a la regió de Borgonya - Franc Comtat. L'any 2007 tenia 414 habitants.

## Demografia

### Població
El 2007 la població de fet de Grande-Rivière era de 414 persones. Hi havia 164 famílies de les quals 44 eren unipersonals (20 homes vivint sols i 24 dones vivint soles), 52 parelles sense fills, 56 parelles amb fills i 12 famílies monoparentals amb fills.
La població ha evolucionat segons el següent gràfic:
Habitants censats

### Habitatges
El 2007 hi havia 279 habitatges, 168 eren l'habitatge principal de la família, 94 eren segones residències i 17 estaven desocupats. 239 eren cases i 35 eren apartaments. Dels 168 habitatges principals, 139 estaven ocupats pels seus propietaris, 23 estaven llogats i ocupats pels llogaters i 6 estaven cedits a títol gratuït; 4 tenien una cambra, 5 en tenien dues, 17 en tenien tres, 34 en tenien quatre i 108 en tenien cinc o més. 145 habitatges disposaven pel capbaix d'una plaça de pàrquing. A 75 habitatges hi havia un automòbil i a 85 n'hi havia dos o més.

### Piràmide de població
La piràmide de població per edats i sexe el 2009 era:
| Homes | Edats   | Dones |
| ----- | ------- | ----- |
| 0     | 95 o +  | 4     |
| 0     | 90 a 94 | 0     |
| 0     | 85 a 89 | 4     |
| 4     | 80 a 84 | 4     |
| 4     | 75 a 79 | 4     |
| 8     | 70 a 74 | 8     |
| 8     | 65 a 69 | 8     |
| 12    | 60 a 64 | 20    |
| 4     | 55 a 59 | 12    |
| 32    | 50 a 54 | 12    |
| 16    | 45 a 49 | 16    |
| 24    | 40 a 44 | 28    |
| 8     | 35 a 39 | 4     |
| 16    | 30 a 34 | 16    |
| 16    | 25 a 29 | 0     |
| 24    | 20 a 24 | 8     |
| 12    | 15 a 19 | 28    |
| 12    | 10 a 14 | 20    |
| 4     | 5 a 9   | 8     |
| 12    | 0 a 4   | 4     |

## Economia
El 2007 la població en edat de treballar era de 265 persones, 210 eren actives i 55 eren inactives. De les 210 persones actives 196 estaven ocupades (109 homes i 87 dones) i 14 estaven aturades (7 homes i 7 dones). De les 55 persones inactives 25 estaven jubilades, 17 estaven estudiant i 13 estaven classificades com a «altres inactius».

### Ingressos
El 2009 a Grande-Rivière hi havia 170 unitats fiscals que integraven 432 persones, la mediana anual d'ingressos fiscals per persona era de 18.569 €.

### Activitats econòmiques
Dels 13 establiments que hi havia el 2007, 1 era d'una empresa alimentària, 4 d'empreses de fabricació d'altres productes industrials, 1 d'una empresa de construcció, 5 d'empreses d'hostatgeria i restauració, 1 d'una empresa immobiliària i 1 d'una empresa de serveis.
Els 2 serveis als particulars que hi havia el 2009 eren restaurants.
L'any 2000 a Grande-Rivière hi havia 14 explotacions agrícoles.

## Equipaments sanitaris i escolars
El 2009 hi havia una escola elemental integrada dins d'un grup escolar amb les comunes properes formant una escola dispersa.

## Poblacions més properes
El següent diagrama mostra les poblacions més properes.